# Przydroże (Przechód)
Przydroże – część wsi Przechód w Polsce, położona w województwie lubelskim, w powiecie bialskim, w gminie Sosnówka.
W latach 1975–1998 Przydroże administracyjnie należało do województwa bialskopodlaskiego.